# Tanjong Menuang
Tanjong Menuang is een bestuurslaag in het regentschap Aceh Utara van de provincie Atjeh, Indonesië. Tanjong Menuang telt 909 inwoners (volkstelling 2010).